# 안동과학대학교
안동과학대학교(安東科學大學校, Andong Sciecne College)는 경상북도 안동시에 있는 대한민국의 사립 전문대학이다. 1967년에 설립된 공립안동간호고등기술학교가 모태로, 1983년 학교법인 장춘학원이 학교를 인수하여 사립으로 그 직제가 변경되어 현재에 이르고 있다.
국문 약칭으로 안동과학대(安東科學大)가, 영문 약칭으로 ASC를 사용하고 있다. 2024년 기준으로, 의생명계열, 보건계열 등 6개 계열 아래 15개 전공을 두고 있다.

## 연혁
1967년 3월 3일, 공립안동간호고등기술학교가 설립되어 개교한 것이 모태이다. 설립 당초는 고등학교에 준하는 중등교육기관이었다면, 1972년 고등교육기관인 전문학교로 개편됨에 따라 12월 18일 안동간호전문학교로 교명을 변경하였다. 이어 1979년, 초급대학과 전문학교의 개편 정책에 따라 전문대학으로 개편하고 안동간호전문대학으로 교명을 변경한다.
1983년 1월 28일, 학교법인 장춘학원이 학교를 인수하여 사립 대학으로 그 직제가 변경되었고, 같은 해 12월 13일 안동간호보건전문대학으로 교명을 변경한다. 이듬해인 1984년 6월 11일, 안동시 서후면의 현재의 교사 일대로 캠퍼스를 이전하였다. 1992년 2월 18일, 안동전문대학으로 교명을 변경하고, 전문대학 교명 규제 완화에 따라 1998년 6월 1일과 2012년 3월 27일에 각각 안동과학대학과 안동과학대학교로 교명을 변경한다.

## 교육편제
안동과학대학교는 의생명, 보건, 융합기술, 교육복지, 글로벌비즈니스, 체육 등 6개 계열을 자체적으로 설정하고 15개 전공을 편제하여 전문학사 학위 과정을 교수하고 있다. 다만, 간호학과와 일부 학과 등에 대하여 학사 학위 과정 혹은 전공 심화를 통한 학사 학위 수여 과정을 운영하고 있다.

## 캠퍼스 풍경
안동과학대학교는 경상북도 소재 사립 전문대학으로, 안동시 서후면에 위치한다. 캠퍼스 내 약 14동의 건축물이 위치한다. 캠퍼스 남부 서선길을 통해 캠퍼스 진입이 가능하다. 캠퍼스는 남부 일대만 서선길 등을 통해 도로로 연결되어 있으며, 그 외의 삼면은 대표산 등의 산지로 둘러싸여 있다.
서선길을 통해 접속된 경서로를 통해 동측으로 약 3km 지점에 중앙선 안동역과 안동버스터미널이 위치한다.